# Cosworth
A Cosworth egy angol motorgyártó cég, székhelye Northamptonban van. A Cosworth cég közúti gépkocsikba  készít motorokat, valamint ismert Formula–1-es motorszállítói tevékenységéről is. 1958-ban alapította Mike Costin és Keith Duckworth, a cég neve kettejük vezetéknevéből alakult ki. A cég mai tulajdonosai, a tengerentúli motorsport ismert alakjai: Gerald Forsythe és Kevin Kalkhoven.

## A Formula–1-ben

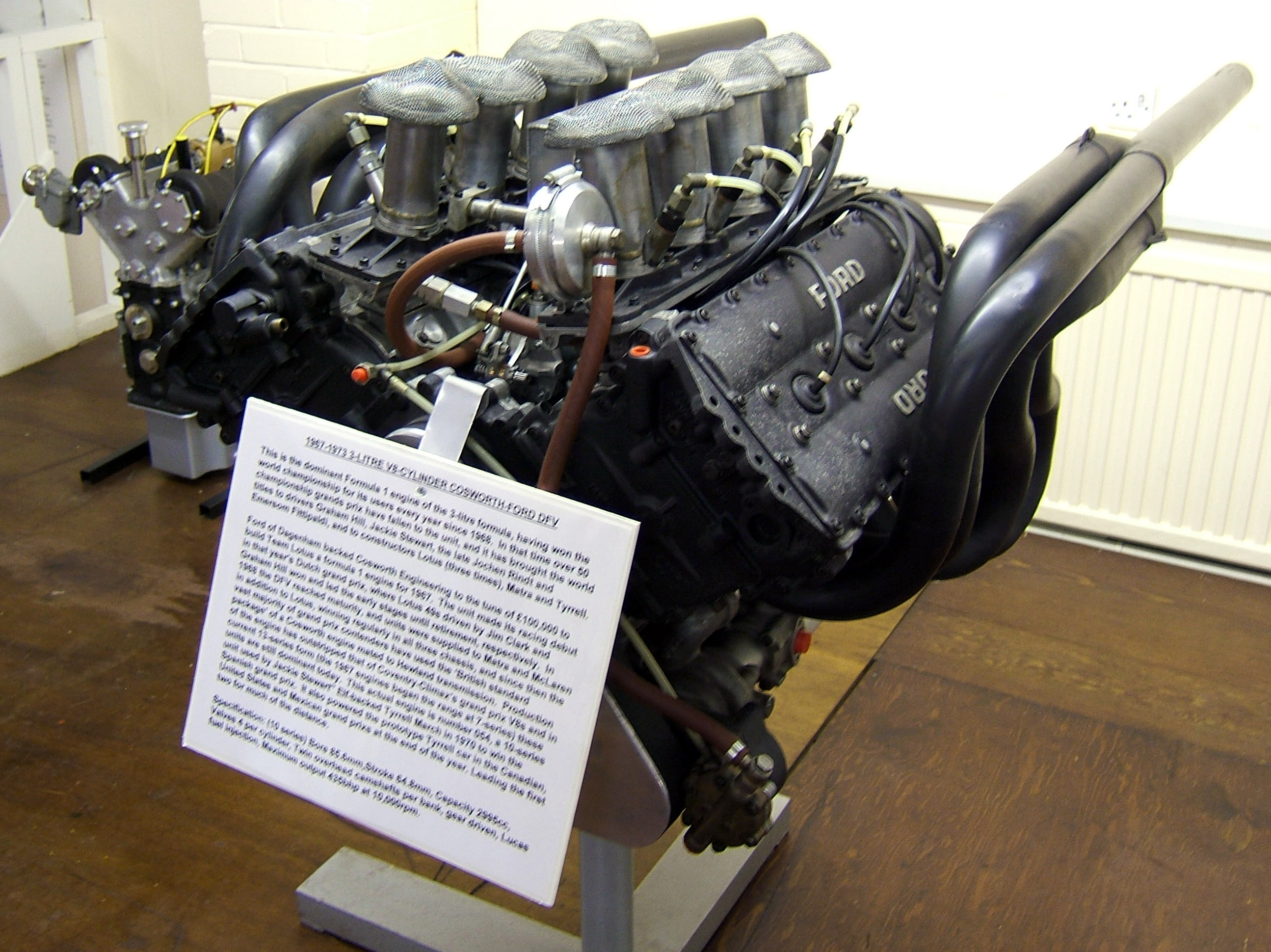
Cosworth DFV motor

A Ford-Cosworth motor volt a legsikeresebb Formula–1-es szívómotor (155 győzelem 1967 és 1983 között, mind a DFV típussal)
1966-ban 3 literre növelték a motorok maximális hengerűrtartalmát, a Cosworth pedig 1967-re elkészítette a Lotus számára a DFV modellt. Ezt két korábbi, Formula–2-es FVA motorból készítették, így egy nyolchengeres motort nyertek, amelyet DFV-nek neveztek el (Double Four-Valve Motor: dupla, négyszelepes motor). A motort úgy alakították ki, hogy a hátsó felfüggesztést, valamint a sebességváltót könnyen hozzá lehessen építeni, így a Lotus önhordó karosszériája a legjobb volt a mezőnyben. A DFV motor az 1967-es Holland Nagydíjon debütált, amelyet Jim Clark azonnal meg is nyert a Lotusszal. Hamarosan a Cosworth más csapatoknak is szállított motort. Az 1980-as évekig (amikor elterjedtek a turbómotorok), a Ferrari kivételével szinte minden csapat a Cosworth motorjait használta. Összesen 10 konstruktőri világbajnoki címet nyertek a csapatok a DFV (Double Four Valve) motorokat használva.A cég túl későn fogott bele saját V6-os turbómotorjának fejlesztésébe, és az újonc amerikai Newman-Haas csapat sem volt ideális választás az újabb sikerek eléréséhez. A turbómotorok 1988-as betiltása után a Cosworth 3,5 literes motorjaival (DFZ, DFR) tizenegy versenyen győztek 1989 és 1993 között. A motorokat nem kisebb motorguruk készítették fel mint a svájci Heini Mader (Mader) a brit Brian Hart (Hart) és a szintén brit Alan Peck és Richard Langford (Langford & Peck) a privát csapatok részére. A Benetton a Ford gyári támogatást élvezte, így minden fejlesztést előbb kaptak meg mint a privát csapatok akik a Cosworth-al álltak szerződésben. 1994-ben mutatták be az új Cosworth Zetec V8-at, amellyel Michael Schumacher első világbajnoki címét szerezte. A 2003-as Brazil Nagydíjon Giancarlo Fisichella Jordan-Forddal megszerezte a Cosworth ezidáig utolsó GP-győzelmét. 2007-től 2009-ig egy csapat sem alkalmazott autójában a Cosworth motorját. 2010-ben a Williams, valamint három újonc csapat (Hispania, Virgin, Lotus) is a Cosworth partnere lett. 2014-től a Cosworth nem szállít motort egyetlen F1-es istállónak sem. 

## Formula–1-es eredmények
| Évad                                                                 | Motor       | Típus | Hengerűrtartalom | Csapatok | Győzelem | Világbajnoki cím                     |
| -------------------------------------------------------------------- | ----------- | ----- | ---------------- | --- | -------- | ------------------------------------ |
| 1963                                                                 | 4           | I4    | 1.5              | Stebro, Lotus, Brabham | 0        |                                      |
| 1964                                                                 | MAE         | I4    | 1.5              | Cooper | 0        |                                      |
| 1964                                                                 | LF          | I4    | 1.5              | Brabham | 0        |                                      |
| 1965                                                                 | 4           | I4    | 1.5              | Brabham, Lotus, Cooper | 0        |                                      |
| 1967                                                                 | FVA         | I4    | 1.6              | Matra | 4        |                                      |
| 1967                                                                 | DFV         | V8    | 3.0              | Lotus | 4        |                                      |
| 1968                                                                 | DFV         | V8    | 3.0              | Lotus, McLaren, Matra | 11       | Graham Hill (Lotus) Lotus            |
| 1969                                                                 | DFV         | V8    | 3.0              | Matra, Brabham, Lotus, McLaren | 11       | Jackie Stewart (Matra) Matra         |
| 1970                                                                 | DFV         | V8    | 3.0              | Lotus, March, McLaren, Brabham, Surtees, Tyrrell, Bellasi, De Tomaso                                                                                                  | 8        | Jochen Rindt (Lotus) Lotus           |
| 1971                                                                 | DFV         | V8    | 3.0              | Tyrrell, March, Lotus, McLaren, Surtees, Brabham, Bellasi | 7        | Jackie Stewart (Tyrrell) Tyrrell     |
| 1972                                                                 | DFV         | V8    | 3.0              | McLaren, Lotus, Tyrrell, Surtees, March, Brabham, Frank Williams Racing Cars, Connew                                                                                  | 10       | Emerson Fittipaldi (Lotus) Lotus     |
| 1973                                                                 | DFV         | V8    | 3.0              | Lotus, Tyrrell, McLaren, Brabham, March, Shadow, Surtees, Iso Marlboro, Ensign                                                                                        | 15       | Jackie Stewart (Tyrrell) Lotus       |
| 1974                                                                 | DFV         | V8    | 3.0              | McLaren, Tyrrell, Lotus, Brabham, Hesketh, Shadow, March, Frank Williams Racing Cars, Surtees, Lola, Token, Trojan, Team Penske, Parnelli, Lyncar, Ensign, Amon, Maki | 12       | Emerson Fittipaldi (McLaren) McLaren |
| 1975                                                                 | DFV         | V8    | 3.0              | McLaren, Brabham, Hesketh, Tyrrell, Shadow, March, Lotus, Williams, Parnelli, Hill, Team Penske, Ensign, Fittipaldi, Lyncar, Lola, Maki, Surtees                      | 8        |                                      |
| 1976                                                                 | DFV         | V8    | 3.0              | Tyrrell, McLaren, Lotus, Team Penske, March, Shadow, Surtees, Fittipaldi, Ensign, Parnelli, Wolf-Williams, Williams, Kojima, Hesketh, Maki, Brabham, Boro             | 10       | James Hunt (McLaren)                 |
| 1977                                                                 | DFV         | V8    | 3.0              | Lotus, McLaren, Wolf, Tyrrell, Shadow, Fittipaldi, Ensign, Surtees, Team Penske, Williams, Boro, LEC, McGuire, Kojima, Hesketh, March                                 | 12       |                                      |
| 1978                                                                 | DFV         | V8    | 3.0              | Lotus, Tyrrell, Wolf, Fittipaldi, McLaren, Arrows, Williams, Shadow, Surtees, Ensign, Martini, Hesketh, ATS, Theodore, Merzario                                       | 9        | Mario Andretti (Lotus) Lotus         |
| 1979                                                                 | DFV         | V8    | 3.0              | Williams, Ligier, Lotus, Tyrrell, McLaren, Arrows, Shadow, ATS, Fittipaldi, Kauhsen, Wolf, Brabham, Ensign, Rebaque, Merzario                                         | 8        |                                      |
| 1980                                                                 | DFV         | V8    | 3.0              | Williams, Ligier, Brabham, Lotus, Tyrrell, McLaren, Arrows, Fittipaldi, Shadow, ATS, Osella, Ensign                                                                   | 11       | Alan Jones (Williams) Williams       |
| 1981                                                                 | DFV         | V8    | 3.0              | Williams, Brabham, McLaren, Lotus, Tyrrell, Arrows, Ensign, Theodore, ATS, Fittipaldi, Osella, March                                                                  | 8        | Nelson Piquet (Brabham) Williams     |
| 1982                                                                 | DFV         | V8    | 3.0              | McLaren, Williams, Lotus, Tyrrell, Brabham, Arrows, ATS, Osella, Fittipaldi, March, Theodore, Ensign                                                                  | 8        | Keke Rosberg (Williams)              |
| 1983                                                                 | DFY         | V8    | 3.0              | Williams, McLaren, Tyrrell | 3        |                                      |
| 1983                                                                 | DFV         | V8    | 3.0              | Williams, McLaren, Tyrrell, Arrows, Lotus, Theodore, Osella, RAM, Ligier                                                                                              | 3        |                                      |
| 1984                                                                 | DFY         | V8    | 3.0              | Tyrrell | 0        |                                      |
| 1984                                                                 | DFV         | V8    | 3.0              | Arrows, Spirit | 0        |                                      |
| 1985                                                                 | DFY         | V8    | 3.0              | Tyrrell | 0        |                                      |
| 1985                                                                 | DFV         | V8    | 3.0              | Minardi | 0        |                                      |
| 1986                                                                 | GBA         | V6-T  | 1.5              | Haas Lola | 0        |                                      |
| 1987                                                                 | GBA         | V6-T  | 1.5              | Benetton | 0        |                                      |
| 1987                                                                 | DFZ         | V8    | 3.5              | Tyrrell, Larrousse, AGS, March, Coloni | 0        |                                      |
| 1988                                                                 | DFR         | V8    | 3.5              | Benetton | 0        |                                      |
| 1988                                                                 | DFZ         | V8    | 3.5              | Tyrrell, Rial, Minardi, Coloni, Larrousse, AGS, EuroBrun, Dallara | 0        |                                      |
| 1988                                                                 | DFV         | V8    | 3.0              | Dallara | 0        |                                      |
| 1989                                                                 | HB          | V8    | 3.5              | Benetton | 1        |                                      |
| 1989                                                                 | DFR         | V8    | 3.5              | Tyrrell, Arrows, Dallara, Minardi, Onyx, Ligier, Rial, AGS, Osella, Coloni                                                                                            | 1        |                                      |
| 1990                                                                 | HB          | V8    | 3.5              | Benetton | 2        |                                      |
| 1990                                                                 | DFR         | V8    | 3.5              | Tyrrell, Arrows, Monteverdi, Ligier, Osella, Dallara, Coloni, AGS, Minardi                                                                                            | 2        |                                      |
| 1991                                                                 | HB          | V8    | 3.5              | Benetton, Jordan | 1        |                                      |
| 1991                                                                 | DFR         | V8    | 3.5              | Lola, Fondmetal, Coloni, AGS, Footwork | 1        |                                      |
| 1992                                                                 | HB          | V8    | 3.5              | Benetton, Lotus, Fondmetal | 1        |                                      |
| 1993                                                                 | HB          | V8    | 3.5              | McLaren, Benetton, Lotus, Minardi | 6        |                                      |
| 1994                                                                 | EC Zetec-R  | V8    | 3.5              | Benetton | 8        | Michael Schumacher (Benetton)        |
| 1994                                                                 | HB          | V8    | 3.5              | Footwork, Minardi, Larrousse, Simtek | 8        |                                      |
| 1995                                                                 | ECA Zetec-R | V8    | 3.0              | Sauber | 0        |                                      |
| 1995                                                                 | ED          | V8    | 3.0              | Minardi, Forti, Simtek | 0        |                                      |
| 1996                                                                 | JD Zetec-R  | V10   | 3.0              | Sauber | 0        |                                      |
| 1996                                                                 | ECA Zetec-R | V8    | 3.0              | Forti | 0        |                                      |
| 1996                                                                 | ED          | V8    | 3.0              | Minardi | 0        |                                      |
| 1997                                                                 | VJ Zetec-R  | V10   | 3.0              | Stewart | 0        |                                      |
| 1997                                                                 | ECA Zetec-R | V8    | 3.0              | Lola | 0        |                                      |
| 1997                                                                 | ED          | V8    | 3.0              | Tyrrell | 0        |                                      |
| 1998                                                                 | VJ Zetec-R  | V10   | 3.0              | Stewart | 0        |                                      |
| 1998                                                                 | JD Zetec-R  | V10   | 3.0              | Tyrrell, Minardi | 0        |                                      |
| 1999                                                                 | CR-1        | V10   | 3.0              | Stewart | 1        |                                      |
| 1999                                                                 | VJ Zetec-R  | V10   | 3.0              | Minardi | 1        |                                      |
| 2000                                                                 | CR-2        | V10   | 3.0              | Jaguar | 0        |                                      |
| 2000                                                                 | VJ Zetec-R  | V10   | 3.0              | Minardi | 0        |                                      |
| 2001                                                                 | CR-3        | V10   | 3.0              | Jaguar | 0        |                                      |
| 2001                                                                 | VJ Zetec-R  | V10   | 3.0              | Minardi | 0        |                                      |
| 2002                                                                 | CR-4        | V10   | 3.0              | Jaguar | 0        |                                      |
| 2002                                                                 | CR-3        | V10   | 3.0              | Arrows | 0        |                                      |
| 2003                                                                 | CR-5        | V10   | 3.0              | Jaguar | 1        |                                      |
| 2003                                                                 | RS1         | V10   | 3.0              | Jordan | 1        |                                      |
| 2003                                                                 | CR-3        | V10   | 3.0              | Minardi | 1        |                                      |
| 2004                                                                 | CR-6        | V10   | 3.0              | Jaguar | 0        |                                      |
| 2004                                                                 | RS2         | V10   | 3.0              | Jordan | 0        |                                      |
| 2004                                                                 | CR-3L       | V10   | 3.0              | Minardi | 0        |                                      |
| 2005                                                                 | TJ2005      | V10   | 3.0              | Red Bull, Minardi | 0        |                                      |
| 2006                                                                 | CA2006      | V8    | 2.4              | Williams | 0        |                                      |
| 2006                                                                 | TJ2005      | V10   | 3.0              | Toro Rosso | 0        |                                      |
| 2007-től 2009-ig a Cosworth nem szállított motort egy csapatnak sem. |             |       |                  | |          |                                      |
| 2010                                                                 | CA2010      | V8    | 2.4              | Williams, Lotus, HRT, Virgin | 0        |                                      |
| 2011                                                                 | CA2011      | V8    | 2.4              | Williams, HRT, Virgin | 0        |                                      |
| 2012                                                                 | CA2012      | V8    | 2.4              | HRT, Marussia | 0        |                                      |
| 2013                                                                 | CA2012      | V8    | 2.4              | Marussia |          |                                      |

## Külső hivatkozások
- Cosworth